# Australia Act

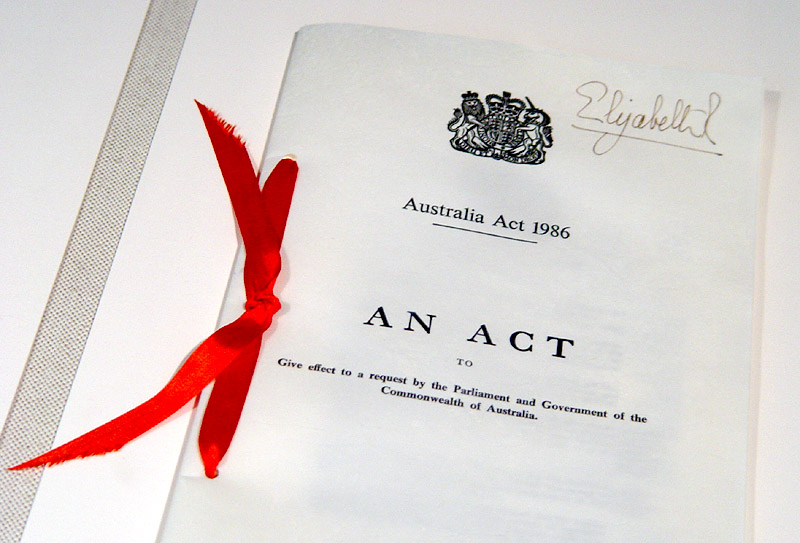
Australia Act

Der Australia Act umfasst zwei Gesetze, die weitgehend gleichlautend 1985 vom britischen Parlament und 1986 vom Parlament Australiens verabschiedet wurden. Mit dem Australia Act wurden Legislative und Judikative Australiens von den entsprechenden britischen Institutionen vollständig unabhängig.

## Inkrafttreten
Der damalige Generalgouverneur Australiens, Sir Ninian Stephen, stimmte dem Gesetz am 4. Dezember 1985 zu. Durch eine Erklärung, die Königin Elisabeth II. am 3. März 1986 im australischen Regierungssitz in Canberra unterzeichnete, trat der Australia Act schließlich in Kraft.

## Inhalt
Mit dem Australia Act gab das Parlament des Vereinigten Königreichs die letzten Kompetenzen bezüglich der australischen Verfassung ab. Die gesetzgeberische Unabhängigkeit des Australischen Bundes bestand seit dem Statut von Westminster von 1931; ausgenommen waren allerdings Verfassungsänderungen, bei denen das britische Parlament weiterhin Kompetenzen hatte.